# Georges Krotoff
Georges Krotoff (né le 13 juillet 1906 à Villemomble et mort le 6 août 1987 dans le 16ème arrondissement de Paris) est un athlète français, spécialiste des épreuves de sprint, licencié au Paris université club.
Il participe aux Jeux olympiques d'été de 1928 à Amsterdam. Demi-finaliste sur 400 m, il se classe 6e de la finale du relais 4 x 400 mètres en compagnie de Joseph Jackson, Georges Dupont et René Féger.